# لنتری (داکوتای جنوبی)
لنتری (به انگلیسی: Lantry) یک منطقهٔ مسکونی در ایالات متحده آمریکا است که در شهرستان دیوی، داکوتای جنوبی واقع شده‌است.